# Hydriastele vitiensis
Hydriastele vitiensis är en enhjärtbladig växtart som beskrevs av William John Baker och Adrian H.B. Loo. Hydriastele vitiensis ingår i släktet Hydriastele och familjen Arecaceae. IUCN kategoriserar arten globalt som sårbar.
Artens utbredningsområde är Fiji. Inga underarter finns listade i Catalogue of Life.